# Albristhorn
Das Albristhorn (auch Albristhore) ist mit 2762 m ü. M. Höhe der letzte und zugleich höchste Gipfel der Niesenkette in den Berner Voralpen in der Schweiz. Es liegt auf der Grenze zwischen den Gemeinden St. Stephan und Adelboden (BE).

## Gipfel
Das Albristhorn besitzt einen Doppelgipfel. Der markantere der beiden wird durch die Vereinigung der drei Gipfelgrate (Südgrat, Ostgrat und Nordwestgrat) gebildet, liegt auf der Gemeindegrenze und trägt ein Gipfelkreuz sowie eine Wetterstation. Er ist einen Meter höher als der 2761 m ü. M. hohe Nordwestgipfel, der sich ca. 160 m entfernt auf dem Nordwestgrat, auf dem Gebiet der Gemeinde Sankt Stephan, befindet.

## Zugang
Zwei ungesicherte und (im Wesentlichen) unmarkierte Bergwege führen auf das Albristhorn: Vom Hahnenmoospass, der von Adelboden oder aus der Lenk erreichbar ist, führt ein marginal markierter Pfad über Tierberg und Seewlehorn und den Südgrat zum Gipfel. Vom Sattel zwischen Gsür und Albristhorn (alemannisch Furggeli, Wanderweg Adelboden–Färmeltal) führt ein unmarkierter Naturpfad über den Ostgrat hinauf. Beide sind mit etwa T4 zu bewerten, wobei der Ostgrat nur eine kurze anspruchsvolle Passage ohne wirkliche Absturzgefahr aufweist und der Südgrat mehrere eher leichte, aber gefährliche Passagen. Im Winter ist das Albristhorn bei sicheren Verhältnissen eine überaus beliebte Skitour aus dem Färmeltal über die Nordflanke und den oberen Ostgrat. Indessen wird auch im Winter gelegentlich von Hornbrügg/Adelboden, vom Hahnenmoos über den Südgrat oder von Matten über die Westflanke aufgestiegen bzw. abgefahren.

## Rundblick

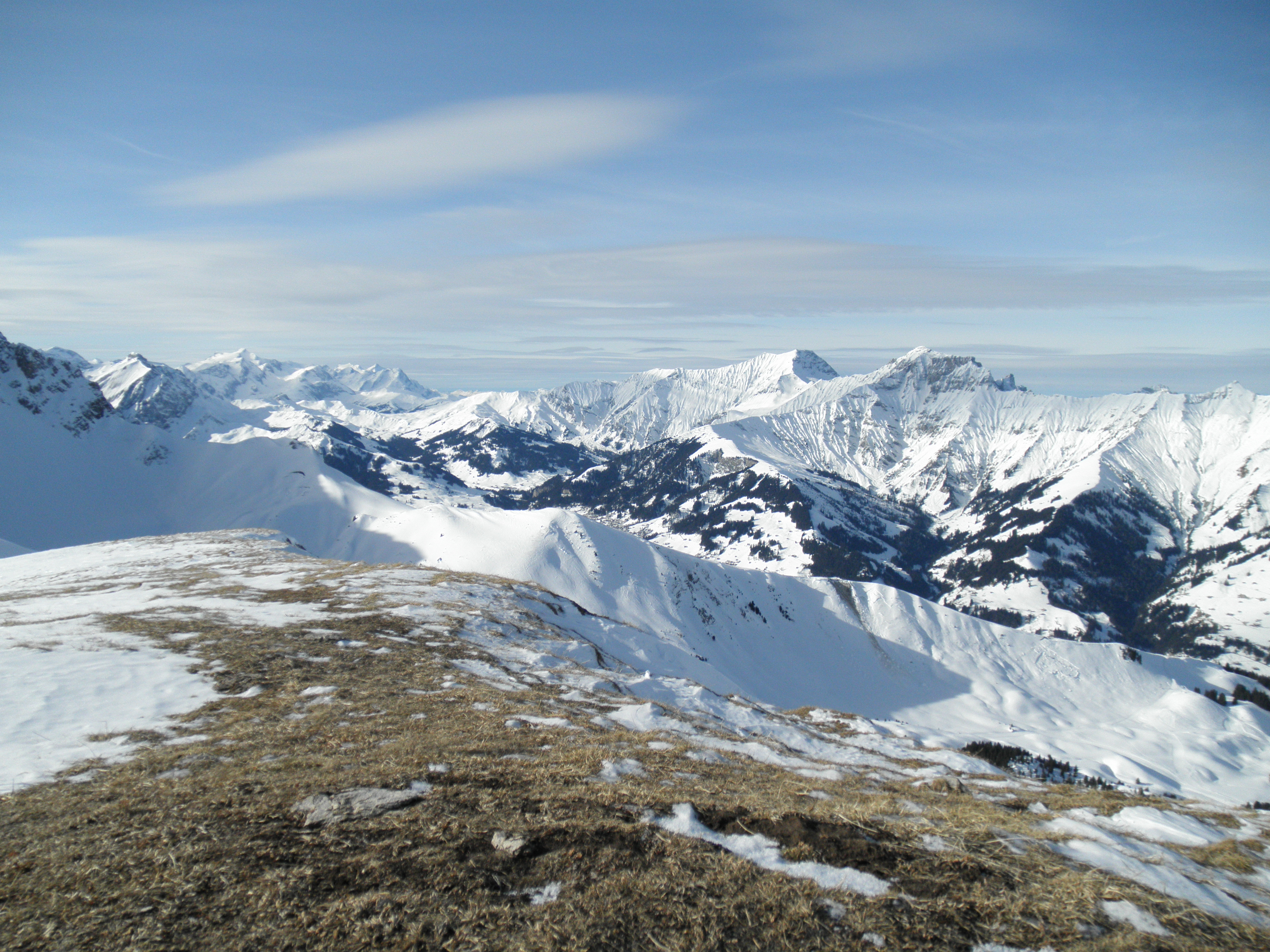
Albristhorn (Bildmitte) und Gsür (rechts davon) von der Elsigenalp aus gesehen
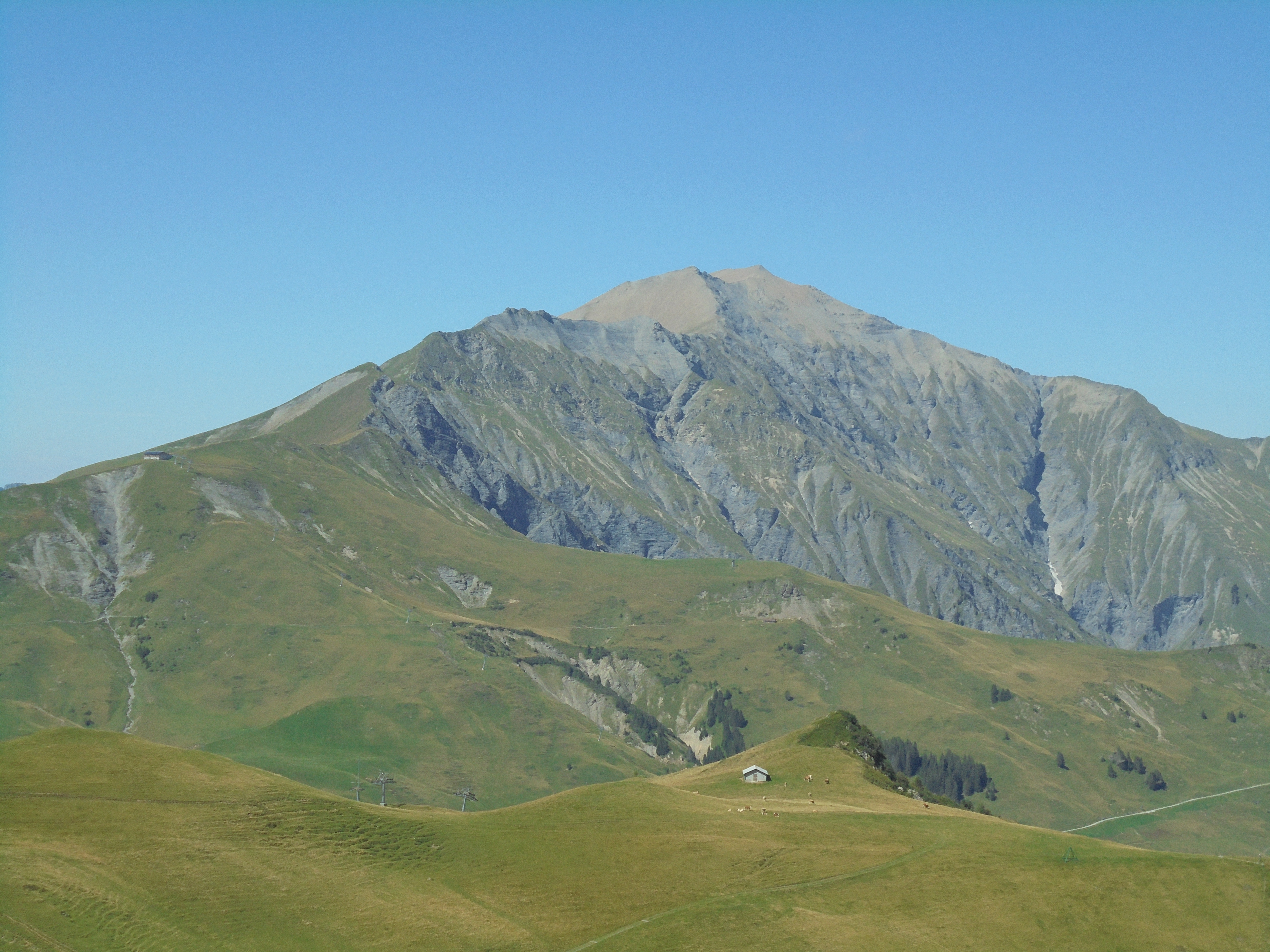
Ansicht des Albristhorns von Süden her

Das Albristhorn bietet einen beeindruckenden Rundblick: In südlicher Richtung sind von Osten nach Westen unter anderen folgende Gipfel der Berner Alpen und Walliser Alpen zu sehen: Wetterhorn, Eiger, Mönch, Jungfrau, Blüemlisalp, Doldenhorn, Bietschhorn, Balmhorn, Rinderhorn, Weissmies, Dom, Wildstrubel, Matterhorn, Dent Blanche, Grand Combin, Wildhorn, Mont Blanc, Les Diablerets.
In nördlicher Richtung von Westen nach Osten ist die Sicht über Voralpen und Mittelland (Schweiz) hinweg frei zum Jura (Gebirge) hin. Zu sehen sind: Le Rubli, Vanil Noir, Gastlosen, Kaiseregg, Gantrisch, Stockhorn, Männliflue.
Obwohl das Albristhorn eine recht beträchtliche Höhe hat, verschwindet es aus der Ferne gesehen vor der Kulisse der mächtigen Dreitausender, wie Wildstrubel (3244 m ü. M.), Blüemlisalp (3661 m ü. M.) oder Balmhorn (3698 m ü. M.), die sich im Umkreis von 25 km befinden.

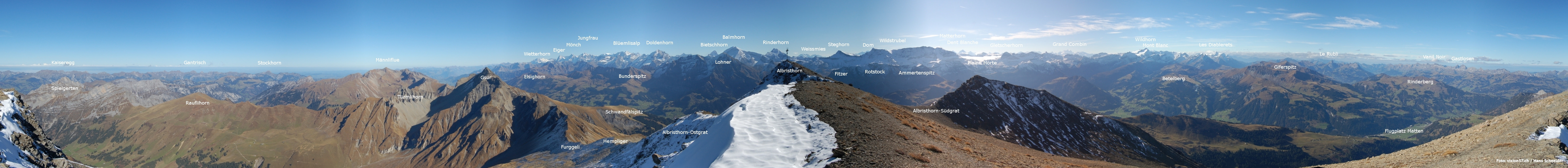
Gipfelpanorama Albristhorn mit Beschriftung einiger bekannter Gipfel